# Adrian Frutiger
Adrian Frutiger (Unterseen, 24 de mayo de 1928 - Bremgarten bei Bern, 10 de septiembre de 2015) fue un tipógrafo suizo. Fue uno de los más predominantes del siglo XX y continuó influenciando el desarrollo de la tipografía digital en el siglo XXI hasta su muerte. Es conocido por la creación de las tipografías Univers y Frutiger.
En su juventud se sentía atraído por la escultura, pero fue desalentado por su padre y su escuela para que se dedicara a la imprenta. Sin embargo, su amor a la escultura lo expresó en los diseños de sus tipos. Entró a trabajar como aprendiz en la imprenta Otto Schaeffli al mismo tiempo que acudía a la Escuela de Artes y Oficios de Zúrich. En esta última se enfoca en el estudio y diseño de la caligrafía.
En 1951 realizó un estudio sobre la escritura occidental que mereció un premio del Ministerio del Interior. 
Su trabajo llegó a oídos de Charles Peignot, presidente de la fundición francesa Deberny & Peignot, quien sorprendido por su trabajo preciso y detallista ofreció a Frutiger un puesto en su empresa. Frutiger trabajó en esta fundición durante nueve años, siendo su primer trabajo el diseño del tipo President.
Durante los años 50 Frutiger supervisó la adaptación de muchos de los tipos clásicos de Deberny & Peignot (Garamond, Baskerville, Bodoni, etc.) para el sistema de fotocomposición Lumitype (conocido como "Photon" en Estados Unidos) y en el año 1955 diseñó el tipo Meridien para este sistema. Abandonó Deberny & Peignot en 1960 para abrir su propio estudio cerca de París (este estudio todavía existe y está ocupado por su socio Bruno Pfäffli).
El mayor logro de Frutiger en el campo del diseño tipográfico fue la creación del tipo Univers. Este tipo fue introducido en el año 1957 para fotocomposición y composición en metal. Frutiger anunció que este tipo se transformaría en el modelo para todas las siguientes creaciones de los tipos sin serifa. Luego en la década de los 70 se le pidió a Frutiger que diseñara las señalizaciones del Metro de París, para el cual idea una variante de la Univers especializada para utilizarse en blanco sobre fondos oscuros en condiciones de poca luz. Frutiger también diseñó un ingenioso sistema de numeración para poder diferenciar sus 21 pesos y anchuras de la Univers, lo que significó un hito para la denominación y catalogación de tipos. Luego este sistema se empleó para la Frutiger, Avenir, Helvética Neue y otras más. 
En 1976, Adrian Frutiger recibió un encargo para diseñar un sistema de señalización acorde con la arquitectura del nuevo aeropuerto  Charles de Gaulle en las afueras del norte de París. Aunque todo el mundo pensaba que usaría su famosa letra Univers, Frutiger decidió crear un nuevo tipo sin serif, que cumpliera los requisitos de legibilidad de un aeropuerto, como su fácil y rápido reconocimiento a grandes distancias, tanto vista de frente como en ángulo. El resultado fue una tipografía simple, clara y robusta, que cumplía perfectamente su objetivo y que como nombre adquiere el mismo que el de su creador, Frutiger. Esta tipografía no es estrictamente geométrica ni humanista; sus formas están diseñadas para que cada carácter individual sea reconocido fácilmente. Aunque en un principio fuese pensada para su uso a gran escala en aeropuertos, su enorme calidad hizo que muchas marcas se apropiaran de ella y hoy en día es una de las tipografías preferidas en las agencias de publicidad y estudios de diseño. Su uso es casi universal, funcionando perfectamente tanto en titulares y carteles como en grandes bloques de texto.
Frutiger volvió a Suiza en 1994 y estableció su estudio en Bremgarten bei Bern (Berna), desde donde rediseñó la imagen corporativa del correo suizo (Swiss Post), así como otros trabajos para la compañía de gas francesa (Gaz de France) y de electricidad (Electricité de France), trabajos en los que se reveló como un gran creador de signos. 
El 6 de mayo de 1997 y dentro del evento Typomedia 97, Adrian Frutiger presentó su nuevo diseño de la familia Linotype Univers con 59 pesos diferentes. Adrian Frutiger no solo diseñó uno de los tipos más famosos de todos los tiempos, Univers, sino que creó un estándar y un nivel de excelencia en el diseño de tipos que quedará para generaciones posteriores.

## Publicaciones
- Reflexiones sobre signos y caracteres, Frutiger, Adrian, Barcelona : Editorial Gustavo Gilli, 2007. ISBN 978-84-252-2160-6